# Dévaványa
Dévaványa est une ville et une commune du comitat de Békés en Hongrie.

## Personnalités liées à la commune
- Gejza Vámoš, écrivain slovaque né à Dévaványa en 1901